# Friedrich (Anhalt-Bernburg-Schaumburg-Hoym)

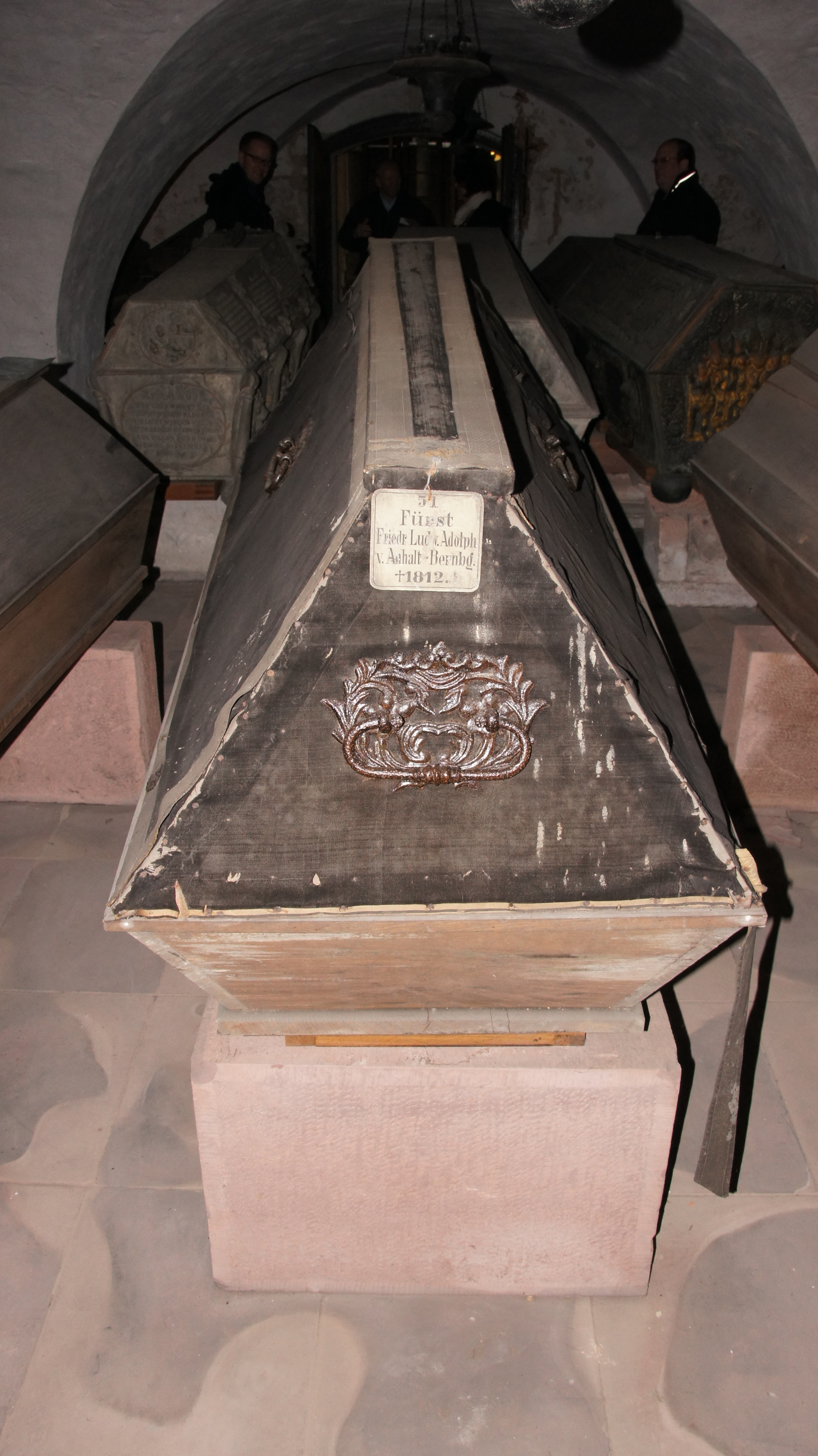
Sarg von Fürst Friedrich in der Gruft des Homburger Landgrafenschlosses

Friedrich Ludwig Adolf von Anhalt-Bernburg-Schaumburg-Hoym (* 29. November 1741 in Schloss Schaumburg; † 24. Dezember 1812 in Homburg vor der Höhe) war der fünfte und letzte Fürst von Anhalt-Bernburg-Schaumburg-Hoym.

## Leben
Friedrich war ein Sohn des Fürsten Viktor I. von Anhalt-Bernburg-Schaumburg-Hoym (1693–1772) aus dessen zweiter Ehe mit Hedwig Sophie (1717–1795), Tochter des Grafen Wenzel Ludwig Henckel von Donnersmarck.
Zunächst in holländischen Diensten war Friedrich Kommandeur des dritten Regiments „Oranien-Nassau“ und später in schwedischen Militärdiensten Generalmajor. Er folgte seinem Neffen Viktor II. 1812 als Fürst von Anhalt-Bernburg-Schaumburg-Hoym, starb aber noch im selben Jahr nach achtmonatiger Regierung unverheiratet und kinderlos, womit die Nebenlinie Schaumburg-Hoym im Mannesstamm erlosch. Das Paragiat fiel an die Bernburger Hauptlinie zurück. Das Allodialerbe, wozu auch die Grafschaft Holzappel mit Schaumburg gehörten, ging an die Witwe und die Töchter seines Neffen Viktor. Die Grafschaft Holzappel mit Schaumburg brachte seine Großnichte Hermine an das Haus Österreich. Fürst Friedrich hatte bereits am 27. Dezember 1811 auf die Grafschaft verzichtet.
Er ist in der Gruft des Bad Homburger Landgrafenschlosses begraben.